# Шилков, Борис Арсеньевич
Борис Арсеньевич Шилков (род. 28 июня 1927 года, Архангельск — ум. 27 июня 2015 года, Санкт-Петербург) — советский конькобежец, чемпион зимних Олимпийских игр 1956 года, чемпион мира (1954), серебряный (1953, 1957) и бронзовый (1955) призёр чемпионатов мира в многоборье, чемпион Европы в многоборье (1954), 3-кратный чемпион СССР (1953, 1954, 1955) в абсолютном зачёте, 7-кратный чемпион СССР и 6-кратный призёр на отдельных дистанциях, рекордсмен мира на 5000 метров, заслуженный мастер спорта СССР (1953), заслуженный тренер СССР (1964). Выступал за ДСО "Авангард" (Ленинград), ДСО "Труд" (Ленинград) .

## Биография
Борис Арсеньевич родился в Архангельске в семье бондаря. Мать – Клавдия Ивановна, была разнорабочей. Отец Арсений Григорьевич мечтал вырастить из высокого нескладного мальчика силача, каким был сам. Заставлял его обливаться холодной водой, колоть дрова. Однажды залил во дворе дома каток, сделал из обрубков бочки скользящее устройство, которое крепилось к валенкам. На первой же тренировке Борис упал, стукнувшись головой об лёд, потерял сознание. После того случая попросили у соседей настоящие «снегурочки», но и на них ничего не получилось. Тогда мальчишка решил, что коньки не для него, и забыл о них на семь лет.
После 8-го класса, в самый разгар войны Борис начал работать, 16-летний подросток остался верен своей привязанности. Он поступил учеником машиниста на буксирный катер. Позже поступил в морской техникум в Архангельске, но через год его отчислили из-за ухудшившегося зрения и он поступил в судостроительный техникум.
В 1946 году, когда писал диплом, друзья пригласили его на соревнования конькобежцев Архангельска и Ленинграда. Ему понравилось и он решил стать стайером. Он окончил техникум и получил специальность техника-механика. В 1947 году Борис поступил в молодёжную школу и стал тренироваться под руководством заслуженного тренера РСФСР Бориса Евлогиевича Дунаева.
Окончив техникум, в 1949 году Шилков переехал работать в Ленинград на Кировский завод. Начав работу с конструктора третьей категории, он занял должность инженера-конструктора.
Он продолжил успешно заниматься коньками в 1950 году у тренера Александра Семёновича Калинина. Вместе с тренером первыми в мире отработали плавную технику с ранним отталкиванием: Борис бежал почти бесшумно и внешне легко.
.
Уже в 1951 году, выступая за ДСО "Дзержинец", он впервые участвовал в чемпионате СССР и выполнил норматив 1-го разряда. Осенью 1951 года Бориса приняли на первый курс заочного отделения Ленинградского индустриального института.
Первые крупные соревнования сезона 1951/1952 принесли ему большой успех. Встречу скороходов спортивных обществ в Челябинске Шилков блестяще выиграл. Он был первым на всех четырех дистанциях многоборья.
Первого значительного успеха Шилков достиг в 1952 году, когда на стадионе «Медео» пробежал 1500 метров за 2:13,8 сек повторив мировой рекорд. В том году на высокогорном катке «Медео» он набрал в сумме многоборья 192,575 баллов, а на равнинном катке — 197,7 и получил звание мастер спорта СССР. На чемпионате СССР в Алма-Ате он занял 1-е место на своей коронной дистанции 1500 метров, 
пробежав за 2:14,3 сек.
В начале сезона 1952/53 годов в Свердловске, Шилков пробежал 5000 метров за 8 мин. 14,9 сек, это был лучший результат среди советских конькобежцев на равнинных катках. В сумме многоборья он набрал 191,808. В 1953 году стал чемпионом СССР в многоборье. В 1954 и 1955 годах. он ещё дважды повторил это достижение.
В 1953 году дебютировал на чемпионате мира в Хельсинки. Чемпионом мира в сумме многоборья стал советский конькобежец Олег Гончаренко, а Борис Шилков завоевал второе место. В 1954 году стал чемпионом Европы в Давосе в многоборье. В этом же году он выиграл звание чемпиона мира в многоборье на чемпионате мира в (Саппоро), опередив своего постоянного соперника Олега Гончаренко. За свои заслуги Шилкову было присвоено звание — Заслуженный мастер спорта СССР.
9 января 1955 года на катке «Медео» Борис Шилков установил мировой рекорд на дистанции 5000 метров — 7 мин. 45,6 сек, и вошёл в историю конькобежного спорта как скороход, преодолевший раньше других рубеж 8 мин. Этот рекорд оставался непревзойденным в течение восьми лет, до 1963 года. В феврале 1955 года на чемпионате Европы в Фалуне Шилков выступил неудачно, но уже через две недели на чемпионате мира в Москве стал бронзовым призёров в абсолютном зачёте.
В 1956 году на зимних Олимпийских играх в Кортина-д’Ампеццо завоевал золотую олимпийскую медаль на дистанции 5000 метров, а на 1500 метров занял только 8-е место. На мировом первенстве в Осло финишировал на 5-м месте в сумме многоборья, на чемпионате Европы в Хельсинки занял 7-е место.
В 1957 году Борис Арсеньевич вновь стал серебряным призёром чемпионата мира в многоборье, уступив только норвежцу Кнуту Йоханнесену. В марте на чемпионате СССР в Свердловске выиграл "бронзу" в забеге на 1500 метров. Через год на чемпионате Европы в Эскильстуне Шилков выиграл малую золотую медаль на 1500 метров, но в многоборье остался на 7-м месте. В феврале на чемпионате мира в Хельсинки занял 19-е место в общем зачёте многоборья.
С 1959 году Борис Шилков выступал в основном на внутренних соревнованиях. В 1960 году был третьим на чемпионате страны в забеге на 1500 метров, а в 1961 году вторым на этой же дистанции. В том же году завершил карьеру спортсмена.

## Тренерская карьера
После окончания карьеры конькобежца, Борис Шилков преподавал в Ленинградском институте физкультуры. С 1959 по 1962 годы он был тренером ДСО "Труд" (Ленинград). В 1962 — 64 и 1966 — 68 годах был тренером олимпийской сборной СССР. В 1964 году стал Заслуженным тренером СССР.
Затем Шилков работал тренером в Ленинграде. Долгое время был старшим тренером сборной Ленинграда. С 1979 по 1989 годы был тренером ВФСО "Динамо" (Ленинград). Ученики Шилкова — Антс Антсон, Игорь Осташев, Станислав Селянин и Владимир Свешников. За высокие спортивные достижения он был награжден орденом Трудового Красного Знамени.
Но, когда в семье случилось несчастье: в 42 года трагически погибла единственная дочь Ирина, ушёл на пенсию, чтобы заботиться о внуке. На пенсии увлекался сельским хозяйством, по полгода жил на даче. Конструктор по призванию и образованию, он придумал много удобных приспособлений, чтобы облегчить работу на огороде и в саду. Любил читать – эта страсть у него ещё с ранних архангельских времен осталась.
Был женат на спортивном враче Маргарите Шилковой, с которой познакомился ещё в Архангельске на льду, во время тренировки.
Умер 27 июня 2015 года в Санкт-Петербурге.

## Результаты
| Год  | Чемпионат СССР  | Чемпионат Европы | Чемпионат мира многоборье | Олимпийские игры    |
| ---- | --------------- | ---------------- | ------------------------- | ------------------- |
| 1952 | - · (-,-,,-)    |                  |                           |                     |
| 1953 | · (5,,)         |                  | · (,8,,9)                 |                     |
| 1954 | · (8,,)         | · (5,,,5)        | · (4,,)                   |                     |
| 1955 | · (14,,)        | НК13 (9,18,4,-)  | · (,9,,9)                 |                     |
| 1956 | 7 (8,23,4,19)   | 7-e (4,8,4,15)   | 5-e · (12,8,,12)          | 8-e 1500 м · 5000 м |
| 1957 | 7 · (9,5,,12)   | 7-e · (8,10,,14) | · (5,,,7)                 |                     |
| 1958 |                 | 7-e · (,13,9,13) | НК19 (9,26,27,-)          |                     |
| 1959 | - (9,-,8,-)     |                  |                           |                     |
| 1960 | 7 · (11,14,,14) |                  |                           |                     |
| 1961 | 6 · (8,4,,16)   |                  |                           |                     |

- В скобках указаны места по отдельным дистанциям, в порядке забегов (500 м, 5000 м, 1500 м, 10 000 м)

## Награды
- орден Трудового Красного Знамени (27.04.1957) — «за успехи, достигнутые в деле развития массового физкультурного движения в стране, повышения мастерства советских спортсменов, и успешное выступление на международных соревнованиях»